# ناحیه زموره
ناحیه زموره (به عربی: دائرة زمورة) یک ناحیه در الجزایر است که در استان غلیزان واقع شده‌است.